# 石原有輝香
石原 有輝香（いしはら ゆきか、本名・旧芸名：石原 彩（いしはら あや）、1987年6月25日 - ）は、日本の女性シンガーソングライター、作詞家。宮崎県小林市出身。血液型A型。白百合女子大学卒業。結婚後、4人の母となっている。

## 人物
- 好きな物：虫
- 好きな色：青
- 好きなアーティスト：KT Tunstall、Britt Nicole、 マイケル・ブーブレ、秦基博、Rickie-G、
- 影響を受けたアーティスト：KT Tunstall、アブリル・ラヴィーン、ゆず、aiko、
- 好きな映画：ハリー・ポッターシリーズ、スタジオジブリ全般、 ディズニー作品、新世紀エヴァンゲリオン、等

## 略歴
- 日向学院高等学校在学中にバンドを組み活動、大学進学で上京し本格的にソロ活動を開始。
- NHK教育「天才てれびくんMAX」のエンディングテーマの歌詞を4曲書くなど楽曲提供活動も行う。
『はちみつ HONEY CHEEKS』『冬のキャンドル』『ラズベリー・パンチ♪』『ひまわり』
- 2009年ニンテンドーDSソフト『女神異聞録デビルサバイバー』のオープニング曲を歌唱（サウンドコンポーザーは浅野孝已）。
- 2009年に自主制作ミニアルバム『絆ヒトツ』を発売。
- 2010年本名の石原彩から「石原有輝香」に改名。
- 宮崎県のイベントも毎年積極的に参加している。
- 2011年2月宮崎県でワンマン、3月OCEANLANE主催のチャリティーイベント「LIGHTS UP JAPAN」＠渋谷CLUB QUATTROに参加。5月HOLIDAYS OF SEVENTEENのレコ発ツアーの宮崎と大分に参加。
- 6月東京でワンマンライブも開催、7月には音霊OTODAMAに出演など精力的に活動をする。
- 8月渋谷eggmanのUSTREAM番組であべこうじと石原有輝香の「たまごみゅーじっく」をスタート
- 9月熊木杏里、森恵とスリーマンライブを行う。
- 2011年9月21日に初の全国流通となるミニアルバム「鼓動の先」を発売
- ミニアルバム「鼓動の先」が地元宮崎県のタワーレコードで総合週間チャート１位を獲得。
- 12月23日東京ガールズコレクション Sweet Xmas Edition supported by 宮崎にライブアクトとして出演

## ディスコグラフィー

### シングル
1. 鼓動の先<DEMO>（2011年6月25日）

### ミニアルバム
- 鼓動の先（2011年9月21日）

1. 鼓動の先
2. BODY
3. cry me out
4. 夏響
5. 未来へ
6. 苺の食べ方
7. calling：宮崎MRTラジオ『BOOM BOOM BOOM!』2011年9月エンディングテーマ
8. いつかまた会えるように

### 参加作品
- V.A.『NHK天才てれびくんMAX MTK the 12th』（2008年2月20日）
- V.A.『女神異聞録デビルサバイバー オリジナルサウンドトラック』（2009年1月21日）
- V.A.『NHK天才てれびくんMAX MTK the 13th』（2009年3月4日）
- Dream5『RUN TO THE FUTURE』（2010年3月10日）

## 関連人物
- 大田明奈（青島あきな）
石原と同じ宮崎県出身のタレント。プライベートで仲が良く[1]、父親が同い年という共通点もある[2]。